# Schaefferia frutescens
Schaefferia frutescens là một loài thực vật có hoa trong họ Dây gối. Loài này được Jacq. miêu tả khoa học đầu tiên năm 1760.